# Списък с бестселърите в САЩ 2000-2005
Списък с романите-бестселъри в САЩ според „Publishers Weekly“ от 2000 до 2005 г.

## 2000
1. Братята от Джон Гришам
2. The Mark: The Beast Rules the World от Джери Дженкинс и Тим Лахей
3. Мечката и Драконът от Том Кланси
4. The Indwelling: The Beast Takes Possession от Джери Дженкинс и Тим Лахей
5. The Last Precinct от Патриша Корнуел
6. Journey от Даниел Стийл
7. The Rescue от Никълъс Спаркс
8. Розите са червени от Джеймс Патерсън
9. Cradle and All от Джеймс Патерсън
10. The House on Hope Street от Даниел Стийл

## 2001
1. Desecration от Джери Дженкинс и Тим Лахей
2. Да пропуснеш Коледа от Джон Гришам
3. A Painted House от Джон Гришам
4. Капан за сънища от Стивън Кинг
5. Поправките от Джонатан Францен
6. Черният дом от Стивън Кинг и Питър Строб
7. Целувката от Даниел Стийл
8. Valhalla Rising от Клайв Къслър
9. Ден по-късно, долар по-малко от Тери Макмилан
10. Теменужките са сини от Джеймс Патерсън

## 2002
1. Наследници от Джон Гришам
2. Червеният заек от Том Кланси
3. The Remnant от Джери Дженкинс и Тим Лахей
4. The Lovely Bones от Alice Sebold
5. Жертвата от Майкъл Крайтън
6. Да пропуснеш Коледа от Джон Гришам
7. Каменните убежища от Джийн Оел
8. Четири слепи мишки от Джеймс Патерсън
9. Всичко е съдбовно от Стивън Кинг
10. The Nanny Diaries от Emma McLaughlin и Nicola Kraus

## 2003
1. Шифърът на Леонардо от Дан Браун
2. Пет срещи в рая от Мич Албом
3. Кралят на исковете от Джон Гришам
4. Bleachers от Джон Гришам
5. Armageddon от Джери Дженкинс и Тим Лахей
6. Зъбите на тигъра от Том Кланси
7. Големият лош вълк от Джеймс Патерсън
8. Blow Fly от Патриша Корнуел
9. The Lovely Bones от Alice Sebold
10. The Wedding от Никълъс Спаркс

## 2004
1. Шифърът на Леонардо от Дан Браун
2. Пет срещи в рая от Мич Албом
3. Последният съдебен заседател от Джон Гришам
4. Glorious Appearing от Джери Дженкинс и Тим Лахей
5. Шестото клеймо от Дан Браун
6. Състояние на страх от Майкъл Крайтън
7. Лондонски мостове от Джеймс Патерсън
8. Следа от Патриша Корнуел
9. Криптата на флорентинеца от Йън Колдуел и Дъстин Томасън
10. Шифърът на Леонардо: Специално илюстровано колекционерско издание от Дан Браун

## 2005
1. Брокерът от Джон Гришам
2. Шифърът на Леонардо от Дан Браун
3. Мери, Мери от Джеймс Патерсън
4. At First Sight от Никълъс Спаркс
5. Хищникът от Патриша Корнуел
6. True Believer от Никълъс Спаркс
7. Light from Heaven от Jan Karon
8. Историкът от Елизабет Костова
9. Престолът на русалката от Сю Монк Кид
10. Eleven on Top от Джанет Еванович